# Aboubacar Somparé
El Hajj Aboubacar Somparé (31. srpna 1944, Dakonta, Francouzská západní Afrika, dnes Guinea – 2. listopadu 2017) byl guinejský politik a předseda zákonodárného sboru Národního shromáždění. Je členem Strany sjednocení a pokroku (Parti de l'Unité et du Progrès, PUP).

## Osobní život
Somparé pracoval převážně ve školství, kde zastával několik funkcí. Mimo jiné byl rektorem Univerzity v Konakry (1987-1989). V červnu 1995 byl zvolen jako poslanec do Národního shromáždění. Stal se generálním tajemníkem Strany sjednocení a pokroku (PUP) a předsedou parlamentní frakce PUP/PCN. V roce 2002 po znovuzvolení byl nominován prezidentem Contém na předsedu Národního shromáždění. Somparého podpora v komoře však byla malá a ustavující schůze tak byla odložena. Až na následné schůzi 23. září 2002 byl zvolen za předsedu shromáždění (87 hlasy ze 106 přítomných).

## Puč v zemi
V ranních hodinách 23. prosince 2008 Somparé oznámil v televizním projevu smrt prezidenta Lansana Contého. Na základě guinejské ústavy by se prozatímním prezidentem země měl stát předseda Národního shromáždění (zákonodárného sboru), tedy Aboubacar Somparé. Volby nového prezidenta by měly být v takovém případu vypsány do šedesáti dnů. Ovšem armádní rebelové v čele s jejich vůdcem Camarou se chopili moci a platnost ústavy, stejně jako všech státních institucí pozastavili. Oficiální vláda byla rozpuštěna. Prohlášení o coup d'état bylo v televizi čteno šest hodin po Somparého oznámení smrti prezidenta.